# Frankische Rijk
Het Frankische Rijk (Latijn: Regnum Francorum, Koninkrijk der Franken, later Imperium Francorum, Keizerrijk der Franken) was tijdens de vroege middeleeuwen een imperium in West-Europa. 
In de periode tijdens en na het definitieve verval van het Romeinse Rijk werden veel gebieden hiervan veroverd door de Franken, waarna deze gebieden tussen de derde en de tiende eeuw door hen werden bestuurd. Aan het hoofd stond een koning of keizer, die het plaatselijke bestuur op basis van feodale overeenkomsten in handen legde van heren die aan hem dienstbaar waren. Op deze manier kon het rijk uitgroeien tot een nieuwe grootmacht. De bestuursstructuur bleef ook onder andere heersers bestaan en zou hierna de geschiedenis van Europa blijven bepalen tot aan de Franse Revolutie in de achttiende eeuw. 
Het Frankische rijk zou echter na Karel de Grote door meerdere oorzaken al snel uiteenvallen. Allereerst was er geen sprake van een abstract staatsbegrip of res publica, ondanks de poging om met de kroning het Frankische gezag te legitimeren als een soort voortzetting van het Romeinse rijk. Het rijk gold, net als onder de Merovingen, als persoonlijk bezit van de heerser zodat het na de dood van Lodewijk de Vrome weer verdeeld werd onder diens erfgenamen. Macht (bannus) bleef vooral afhankelijk van veroveringen, geweld en Geblütsrecht, waarbij deze in stand werd gehouden doordat de heerser van de ene palts naar de andere trok.
Daarnaast waren de erfverdelingen van het enorme rijk bepalend voor de totstandkoming van het huidige Europa. Zo werden in 843, na de dood van Lodewijk de Vrome, grondgebied en heerserschap door drie van zijn zoons onder hen verdeeld bij het Verdrag van Verdun. Hierdoor ontstond in het westen het West-Frankische Rijk, waaruit later het Franstalige Frankrijk zou ontstaan. In het oosten ontstond het Oost-Frankische Rijk dat zich ontwikkelde tot het Heilige Roomse Rijk, waaruit nog later onder meer de Duitstalige landen Duitsland en Oostenrijk zijn voortgekomen. 

## Geschiedenis
De agrarisch-urbane samenleving van de Romeinen maakte plaats voor een agrarische samenleving waarin vrijwel alles zich op het platteland afspeelde. De grootschalige op de export gerichte Romeinse landbouw met villae verdween volledig. Ervoor in de plaats kwamen kleinere Germaanse hoeves die grotendeels op zelfvoorziening gericht waren. Er is dan ook doorgaans wel sprake van Raumkontinuität, aangezien de agrarische gronden wel opnieuw werden bewerkt, maar meestal niet van Ortskontinuität. Het valt echter niet goed aan te tonen, althans op basis van archeologische opgravingen alleen, welke kleine dorpen (vicus) uit de Romeinse tijd helemaal verlaten werden of (gedeeltelijk) bewoond bleven. 
Wel is duidelijk, ook uit literaire bronnen, dat de bevolkingsomvang in zijn algemeenheid in de Vroege Middeleeuwen terugliep.  Enige continuïteit werd wel gerealiseerd doordat de Heerkönige – de Duitse benaming voor de Frankische stamhoofden of legerleiders – probeerden hun bestuur te legitimeren door zich te vestigen in de oude grotere bewoningscentra zoals de Romeinse civitates. Ook sloegen ze naar Romeins voorbeeld munten; dit gebeurde voor het eerst in Soissons aan het einde van de vijfde eeuw. De Gallo-Romeinse en Germaanse adel gingen via huwelijken na verloop van tijd in elkaar op. Slavernij, zoals op de markt van Kamerijk, zou blijven bestaan totdat het christendom algemeen aanvaard was. Hoewel het nieuwe geloof nog niet sterk in de samenleving was doorgedrongen en moest concurreren met andere godsdiensten, bleek de Kerk als organisatie in staat om de overgang te overleven.

### Geschiedenis van de Merovingen
De 6e-eeuwse bisschop Gregorius van Tours beschrijft in zijn historiografie van de Franken (de Decem libri historiarum) dat koning Chlodio in het midden van de vijfde eeuw vanuit zijn kasteel Dispargum regeerde. De exacte locatie van dit kasteel is niet bekend. Van Duisburg is wel bekend dat hier binnen de middeleeuwse stadsmuren een Frankische nederzetting heeft bestaan. Dit maakt het aannemelijk dat met Dispargum de huidige stad Duisburg wordt bedoeld, in Magna Germania. Chlodio zou rond 447 met een leger richting Doornik optrekken. Ze zouden door het kolenwoud heen trekken, waarna ze een gebied innamen dat overeenkwam met de Romeinse provincie Belgica Secunda, ten zuiden van Germania Secunda (de woonplaats van de Salische Franken). Hij had de Nerviërs onderworpen en maakte van Doornik zijn nieuwe thuisbasis.
In 448 vond de slag bij Vicus Helena plaats in Artois, waarbij Clodio door de Romeinse opperbevelhebber Flavius Aëtius werd verslagen en onderworpen. Het lijkt erop dat hij en zijn Rijnfranken toen onder trouwzwering aan Romeinse overheersing mochten blijven in Belgica Secunda. Kort hierna zou Chlodio komen te overlijden. Hij werd opgevolgd door koning Merovech, de grondlegger van de Merovingische dynastie.
In 451 vond op de Catalaunische velden een slag plaats tussen Romeinse troepen onder opperbevelhebber Aëtius en de Hunnen onder Atilla de Hun. Deze slag werd door de Romeinen gewonnen. De Franken zouden onder koning Merovech ook gevochten hebben in het Romeinse leger.
In november 461 werd de West-Romeinse keizer Majorianus geëxecuteerd, na zijn terugkeer in Italië van een rampzalige expeditie tegen de Vandalen. De Romeinse opperbevelhebber Ricomer zat achter deze executie. Hierna werd Libius Severus door Ricimer op de troon gezet in Ravenna. De Oost-Romeinse keizer Leo I erkende hem echter niet als medekeizer. Aegidius, die Gallia Lugdunensis bestuurde, erkende echter het gezag van geen van beide. Hij zou zichzelf ook uitroepen tot keizer, met als gevolg dat er drie Romeinse keizers tegelijk waren. Aangenomen wordt dat Aegidius het bestuur naar zich toe trok van de noordelijke provincies Gallia Belgica en Germania Inferior. De Frankische legeraanvoerder Childericus voerde met het Gallische veldleger verschillende militaire expedities tegen de Aquitaanse Goten rond de rivier de Loire. In de slag bij Orleans, waarbij Aegidius zelf ook betrokken was, werden de Goten overwonnen. Volgens Gregorius van Tours werd Childericus "voor acht jaar verbannen naar Thüringen vanwege Frankische afkeer van zijn losbandigheid, en voor zijn verleiding van de dochters van zijn onderdanen", In de tussentijd nam Aegidius volgens Gregorius zelf de titel 'koning van de Franken' aan. Aegidius zou in de tussentijd een expeditie hebben gevoerd voor Bourgondië en Italië, maar hij zou door een Romeinse leger onder generaal Gundioc in de pas naar Italië zijn gestopt. Childericus zou hierna echter terugkeren naar het Romeinse Gallië en opnieuw de titel 'Koning van de Franken' op zich nemen. Childericus overleed in 481 in Doornik, en werd opgevolgd door zijn zoon Chlodovechus of Clovis. De laatste is de geschiedenis ingegaan als een veroveraar en de feitelijke stichter van wat later Frankrijk zou worden. 

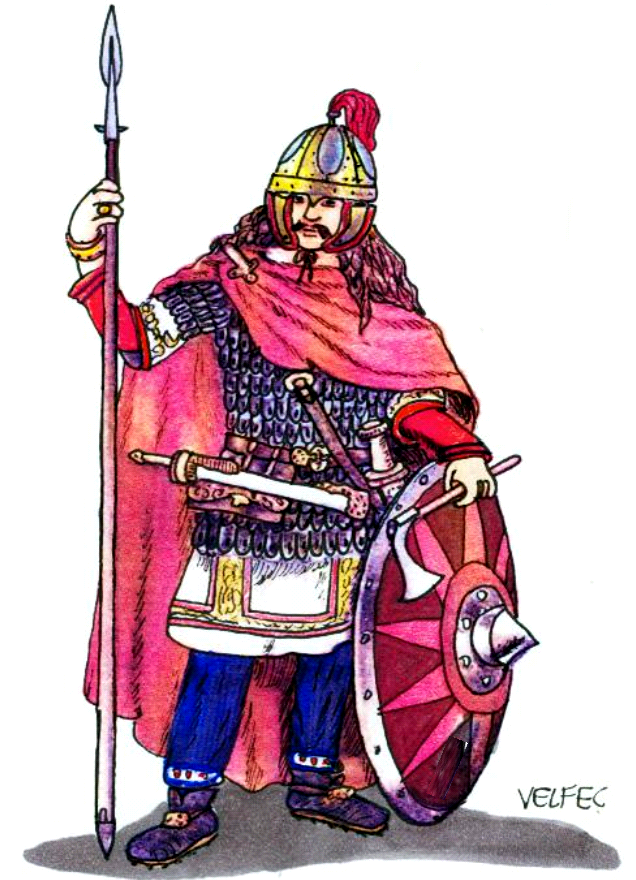
Dit is hoe Childericus er ongeveer uitgezien zou hebben volgens de opgravingen van zijn graftombe

Clovis zette in 486 keizer Syagrius af en werd koning van het het hele Gallo-Romeinse rijk. Clovis bracht hierna zijn hofhouding van Doornik over naar Lutetia (het huidige Parijs). Hij nam toen de titel 'koning van de Salische Franken' aan. Waarschijnlijk deed hij dit om zijn positie als regeerder van de Gallo-Romeinse bevolking te versterken. Hier zou ook de benaming van zijn wetgeving (Salische wet) uit zijn voortgekomen (de historische bronnen zijn hier niet duidelijk over, maar volgens de algemene interpretatie zou hij niet van Salische komaf zijn). Daarna versloeg hij rond 496 de Alemannen, mede door deze strijd en onder invloed van zijn Bourgondische gemalin Clothilde bekeerde Clovis zich tot het christendom. Clovis’ besluit om te kiezen voor de Katholieke Kerk in plaats van het arianisme, zoals de meeste Germaanse stammen hadden gedaan, was van groot belang. Hierdoor kon hij rekenen op de steun van zowel de Gallo-Romeinse adel als de katholieke kerk. De Merovingische koning Clovis zou zijn rijk vergroten met het bevel over heel Gallië na de overwinning op de Visigoten, die hij in 507 verslagen had met een Romeins leger in de Slag bij Vouillé, nadat hij hiervoor met keizer Anastasius I had geconsulteerd. Hij werd vanwege zijn overwinning rijkelijk beloond door keizer Anastasius I. Officieel stond Clovis onder Romeinse hegemonie, maar in de praktijk zou hij een de facto bestuurder zijn geweest van het Romeinse Gallië. 
Toen Clovis in 511 stierf, werd het rijk volgens de Salische Wet onder zijn vier zoons verdeeld: Theuderic I van Austrasië in Reims, Childebert I in Parijs, Chlodomer in Orléans en Chlotharius I in Soissons. Dit was een proces dat de komende eeuwen nog vaker zou voorkomen waardoor het Frankische Rijk slechts tijdens korte periodes was verenigd onder één heerser. De consequentie van het constant opdelen van het rijk was dat de Merovingen niet alleen tegen hun vijanden vochten maar ook tegen elkaar. Dit met uitzondering van de periode 531-537 toen het Frankische Rijk weer grote gebieden wist te veroveren. Het Thuringse koninkrijk was verwoest en een gedeelte werd veroverd. Het Bourgondische koninkrijk werd tussen 532 en 534 veroverd en terwijl de Oost-Romeinse keizer tegen de Ostrogoten vocht, werden die gedwongen om de overgebleven gebieden van de Alemannen op te geven en Provence af te staan aan de Franken in ruil voor hun neutraliteit. Tegelijkertijd werd Beieren gedwongen om de Franken als heersers te erkennen en werd de controle over Aquitanië versterkt.
In 558 werd Chlotharius I alleenheerser over het Merovingische rijk en na zijn dood werd zijn Rijk onder zijn vier zonen verdeeld. Na de dood van Chilperik I (584) waren er in feite drie verschillende Frankische koninkrijken, Neustrië in het westen, Austrasië in het oosten en Bourgondië in het zuiden. Randgebieden als Bretagne, Aquitanië, Alemannië, Thüringen en Beieren probeerden vaak hun onafhankelijkheid terug te krijgen en de constante burgeroorlogen tussen de Merovingen gaven hun daar ook meerdere mogelijkheden voor.
In 613 werd het Rijk opnieuw herenigd onder Chlotharius II. Zijn zoon en opvolger Dagobert I, is na Clovis, misschien de meest bekende Merovingische koning. Zijn naaste medewerkers waren Pepijn van Landen en Sint-Elooi. Na de dood van Dagobert I in 639 werd het land weer opgesplitst en werden de Thuringers onafhankelijk. En na de moord op Childeric II in 675, weigerde Aquitanië de heerschappij van de Merovingen te erkennen en de autonome regio’s van Bretagne en Beieren wisten zichzelf van de Franken te bevrijden aan het einde van de zevende eeuw.
In 679 verenigde de zwakke Theuderik III het Frankenland. Maar na de Slag bij Tertry in 687 was het zijn zwager, de hofmeier Pepijn van Herstal, die in werkelijkheid het land regeerde. In 689 versloeg Pepijn de Friezen in de Slag bij Dorestad en veroverde hij alle gebieden ten zuiden van de Rijn. Aan de missionaris Willibrord gaf hij een oud Romeins fort, nu de stad Utrecht, als steunpunt voor zijn zending onder de Friezen.
De Merovingische koningen voerden vele oorlogen (vaak onderlinge burgeroorlogen tussen Merovingische familieleden om de heerschappij over het hele Frankische Rijk) en velen van deze koningen stierven op het slagveld of ook dikwijls bij een moordaanslag van concurrenten voor de troon voordat ze een opvolger (zoon) hadden voortgebracht. In andere gevallen was die opvolger vaak een minderjarige die nog niet zelfstandig kon regeren. Zij verloren daardoor niet alleen land maar ook macht. De post van Hofmeier of Major Domus werd gecreëerd om het koninkrijk te regeren totdat troonopvolgers volwassen waren, maar omdat het een post was die permanent bleef en zelfs erfelijk werd, waren de hofmeiers op den duur eigenlijk degenen die de echte macht hadden over het Frankische Rijk, zelfs wanneer de koningen volwassen waren geworden.

### Geschiedenis van de Karolingen
Pepijn van Herstal stierf in 714, waarna zijn zes jaar oude kleinzoon, Theudoald, de nieuwe Hofmeier werd. De post die was gecreëerd om het Rijk te besturen was nu zo machtig geworden dat het zelf ook door jongeren kon worden geërfd hoewel zijzelf nog niet eens volwassen waren. Pepijns buitenechtelijke zoon, Karel Martel, accepteerde dit echter niet en werd in Austrasië tot Hofmeier uitgeroepen. Zijn aanhangers noemden zich de Karolingen. De legers van respectievelijk Theudoald en Karel bevochten elkaar tijdens de nu uitgebroken Frankische Burgeroorlog (715-718) die Karel wist te winnen en zo de weg vrij maakte voor de dynastie der Karolingen, die de titel Koning der Franken van de Merovingen zouden overnemen. De volgende decennia stonden in het teken van oorlog: de Karolingen probeerden de verloren gebieden terug te veroveren en de aanvallen van de Arabieren af te slaan. Beide doelstellingen werden gehaald. Zo werden de Arabieren verslagen door Karel Martel bij de Slag bij Poitiers in 732 en werden Thüringen, Alemannië en Beieren weer toegevoegd aan het rijk in 744. De Franken namen ook bezit van de Balearen in 754 en veroverden Septimanië op de Arabieren in 759. Aquitanië werd pas in 768 heroverd. Een alliantie met de paus leidde tot twee succesvolle campagnes tegen de Longobarden in 754 en 756. Tegelijkertijd wisten de Karolingen hun positie in het Frankische koninkrijk te versterken. Pepijn de Korte onttroonde de laatste Merovingische koning in 751, en liet daarop zichzelf tot koning kiezen. Het tijdperk van de Karolingen was nu definitief aangebroken.
Pepijn de Korte stierf in 768. Hij liet het sterkste koninkrijk van West-Europa na aan zijn twee zoons, Karel de Grote en Karloman. Beiden lieten zich op dezelfde dag en hetzelfde tijdstip tot koning kronen: Karel de Grote te Noyon (Neustrië), Carloman te Soissons (Austrasië). Karloman stierf echter al in 771, waardoor het gehele rijk nu in handen van Karel de Grote kwam. Toen de Longobarden de paus opnieuw bedreigden, besloot Karel de Grote om Italië binnen te vallen en zichzelf tot Koning der Longobarden te kronen in 774. Het Langobardische hertogdom Benevento in Zuid-Italië erkende Karel de Grote echter maar voor korte periodes als koning. In contrast met de snelle veroveringen in Italië stonden de langdurige en bloedige Saksenoorlogen, die van 772 tot 804 zouden duren. Om het verzet van de Saksen te breken, liet Karel de Grote duizenden afslachten en door het gebied opnieuw te bevolken met Franken en Slaven wist hij uiteindelijk het gebied onder zijn macht te krijgen. Beieren, dat altijd naar onafhankelijkheid had gestreefd, werd in 788 door de Franken geannexeerd na een mislukte poging om zich af te scheiden met hulp van de Longobarden en Avaren. Het rijk van de Avaren, met het machtscentrum in Hongarije werd verpletterd tussen 791 en 796 waarmee de Slavische gebieden in Centraal-Europa onder Karel de Grote kwamen te staan. Oost-Friesland werd veroverd in 784-785 en Bretagne erkende de Frankische macht in 799. De gevechten tegen de Arabieren onder de Omajjaden van Andalusië waren echter minder succesvol; hoewel Karel de Grote zijn invloed wist uit te breiden tot aan de rivier de Ebro in 812, veroverden de Arabieren op hun beurt de Balearen in 798.
Het gebied dat Karel de Grote wist te veroveren was zo immens, dat het volk meende dat hij het West-Romeinse Rijk in ere had hersteld. Dit leidde ertoe dat Karel de Grote in 800 door paus Leo III tot keizer werd gekroond. Maar de Frankische traditie om het rijk op te delen tussen de zonen van de koning maakte dat het Frankische Rijk maar voor even was verenigd. Het rijk werd in stand gehouden door lucratieve oorlogen en plundertochten in nabijgelegen landen, waarbij de Frankische adel voor zijn militaire diensten aan de koning beloond werd met een deel van de behaalde buit. Maar nu het rijk zo was uitgebreid dat het bijna alle rijke gebieden van West-Europa omvatte, waren de vooruitzichten op nieuwe lucratieve plunderingen drastisch afgenomen. Daardoor nam, begrijpelijkerwijs, de loyaliteit van de adel ook drastisch af. Na de dood van Karel de Grote in 814 zou het rijk dan ook uiteenvallen in verschillende koninkrijkjes die op hun beurt weer waren verdeeld in feodale staatjes.
Karel de Grote was vanwege de grote omvang van het rijk genoodzaakt om zijn imperium te laten besturen door leenmannen die aan hem verantwoording schuldig waren. In de ruileconomie van die tijd konden leenmannen alleen beloond worden door hen gronden (beneficium, vanaf de tiende eeuw feodum), en het vruchtgebruik daarvan te geven. Hieruit ontwikkelde het systeem zich tot het feodalisme. De leenmannen streefden naar erfelijkheid van hun gouw (pagus), wat steeds meer regel werd en in 877 uiteindelijk werd gelegaliseerd door het Capitulare van Quierzy. Hiermee werd het onmogelijk nog een groot rijk te vormen.

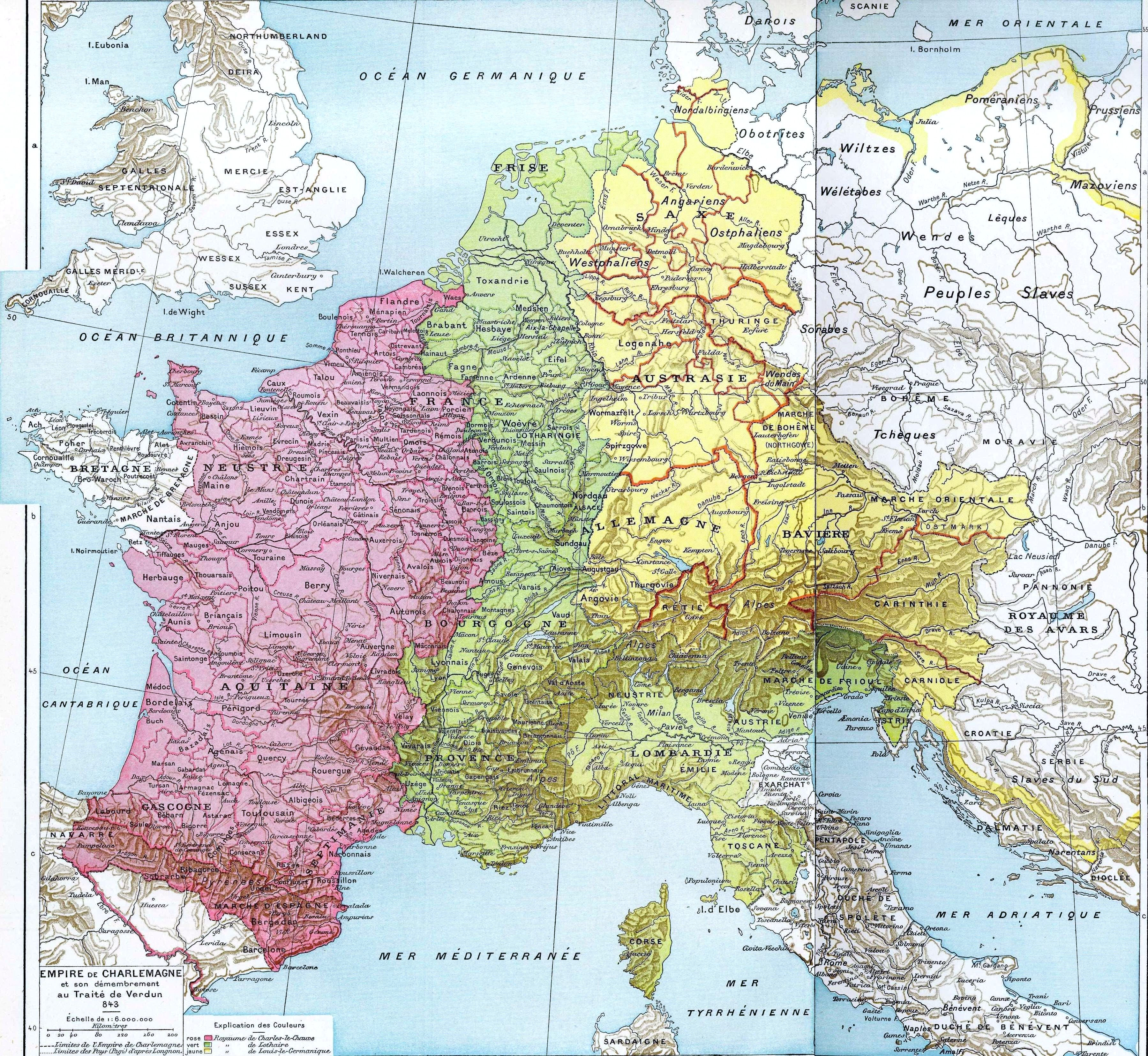
Verdeling van het Frankische Rijk bij het Verdrag van Verdun (843):
Karel de Kale (West-Francië)
Lotharius I (Midden-Francië)
Lodewijk de Duitser (Oost-Francië)

Er waren in deze tijd een succesvolle opstand door de Basken, evenals aanvallen van de Vikingen en Arabieren en Benevento dat zich kon onttrekken aan de Frankische invloed. Afgezien daarvan bleef het rijk van Karel de Grote na diens dood nog redelijk intact tot 843. Ten zuiden van Beieren was zelfs het Slavische prinsendom van Karinthië veroverd in 828. Karel de Grote had na zijn dood het rijk onder zijn zonen willen verdelen. Toen Karel de Grote in 814 stierf leefde er daarvan echter nog maar één, Lodewijk de Vrome. Hij erfde het hele rijk, met uitzondering van Italië dat door zijn neef Bernhard werd geregeerd. Lodewijk wist hem echter in 818 te verslaan. In tegenstelling tot zijn vader wilde Lodewijk de Vrome de eenheid van het Frankische Rijk bewaren. Hij gaf zijn jongere zonen dan ook hun eigen koninkrijken, op voorwaarde dat zij hun oudere broer Lotharius I erkenden als Keizer. Deze vazalstaten bestonden uit Aquitainië (onder Pepijn) en Beieren (onder Lodewijk), beide opgericht in 817. Een derde koninkrijk, Zwaben, werd in 829 opgericht voor de jongste zoon Karel de Kale. Dat de jongere broers niets meer dan vazallen waren van hun oudste broer was een duidelijke breuk met de Frankische traditie. Een burgeroorlog kon dan ook niet uitblijven toen Lodewijk de Vrome in 840 stierf. Deze burgeroorlog resulteerde in het Verdrag van Verdun, waarin het Frankische Rijk definitief in drie stukken werd verdeeld. Lotharius kreeg het Middenrijk en behield de keizerlijke titel, hoewel hij zijn gezag over zijn broers verloor. 
Midden-Francië strekte zich uit van de Noordzee tot de Middellandse Zee. Het had echter onvoldoende militaire slagkracht om zich als eenheid zelfstandig te ontwikkelen. Het werd in 870 bij het Verdrag van Meerssen verdeeld tussen het West- en het Oost-Frankische Rijk. Uit dit vroegere Middenrijk zouden uiteindelijk de huidige staten Nederland, België, Luxemburg, Zwitserland, Liechtenstein en Italië voortkomen.
Karel de Kale werd in 846 gedwongen om aan Bretagne onafhankelijkheid te verlenen. Lotharius deed in 855 afstand van de troon en trok zich terug in een klooster waar hij vijf dagen later stierf. Zijn Middenrijk werd verdeeld onder zijn drie zonen: de oudste zoon, Lodewijk II, was in 844 al koning van Italië geworden, Lotharius II kreeg het Koninkrijk Lotharingen en Karel kreeg het Koninkrijk Provence. De keizerlijke titel hoorde bij het Koninkrijk van Italië en kwam dus in handen van Lodewijk II. In datzelfde jaar schonk Karel de Kale, Aquitanië, aan zijn zoon Karel het Kind in de plaats van Pepijn II van Aquitanië.
Karel van Provence stierf in 863 zonder zoons, waarna Provence werd opgedeeld tussen zijn broers. Lotharius II stierf in 869 zonder een zoon te hebben voortgebracht en Karel de Kale van West-Francië probeerde zijn koninkrijk te annexeren. Lodewijk de Duitser accepteerde dit echter niet en viel Karel aan. De oorlog eindigde met het Verdrag van Meerssen in 870 waarin Lotharingen tussen de twee werd verdeeld. 
Lodewijk II van Italië stierf zonder zonen in 875 en Karel de Kale claimde al snel de Keizerstitel. Lodewijk de Duitser stierf een jaar later. Hij had zijn koninkrijk verdeeld onder zijn drie zonen: Karloman (Beieren), Karel de Dikke (Zwaben) en Lodewijk de Jongere (de rest van Oost-Francië). Na de dood van Karel de Kale in 877 kreeg zijn zoon Lodewijk II de Stamelaar West-Francië in handen, Italië ging echter naar Karloman van Beieren. In datzelfde jaar wist het Byzantijnse Rijk zijn macht over Kroatië te herstellen. Dit gebied was hiervoor in Frankische handen geweest hoewel het in de praktijk een onafhankelijke staat was. Toen ook Lodewijk II in 879 stierf, viel West-Francië in een crisis: Lodewijks zoons verdeelden het koninkrijk, maar de legitimiteit hiervan werd betwist. Graaf Boso werd tot koning van Provence gekozen door de plaatselijke adel en Karel de Dikke verving Karloman als koning van Italië, die niet lang hierna stierf. Lodewijk de Jongere van Oost-Francië erfde toen Beieren. 
Het conflict tussen Oost- en West-Francië werd beëindigd met het Verdrag van Ribemont uit 880, waarmee Lodewijk de Jongere ook het westelijk deel van Lotharingen bij Oost-Francië voegde.

De ontwikkeling van het Frankische Rijk van 481 tot 870

Andere vroege sterfgevallen deden zich voor in 882 en 884, zodat Karel de Dikke eerst Oost-Francië erfde en later ook West-Francië. Het Koninkrijk Provence werd gedwongen om Karels macht te erkennen, wat betekende dat het Frankische Rijk weer was verenigd. Maar de hernieuwde eenheid bleek van korte duur; het rijk werd geteisterd door aanvallen van de Vikingen en Karel bleek geen goede oorlogsleider te zijn. De Duitse graven erkenden hem vanaf 887 niet meer als hun koning. Als hij niet in 888 was gestorven, was zeer waarschijnlijk hetzelfde gebeurd in de rest van het rijk. De Duitsers hadden zijn neef Arnulf van Karinthië als nieuwe koning gekozen, terwijl de andere delen van het Frankische Rijk lokale adel als koning kozen. In West-Francië werd graaf Odo tot koning gekozen vanwege zijn heroïsche verdediging van Parijs tegen de Vikingen een paar jaar eerder. In Italië kwam Berengarius I aan de macht. Boso’s zoon Lodewijk de Blinde werd koning van Provence.
De gebeurtenissen van 887-888 luidden de definitieve ontbinding van het Frankische Rijk in. Tot 898 moest de door de lokale adel gekozen heerser in elk koninkrijk de goedkeuring krijgen van Arnulf. Nadien was het belangrijk dat de heerser een band had met de Karolingische dynastie; was dit niet via mannelijke lijn, dan toch langs vrouwelijke lijn. Na de dood van Odo I van Frankrijk kwam West-Francië in handen van Karel de Eenvoudige, zoon van Lodewijk de Stamelaar. Lodewijk de Blinde, die de koninkrijken Italië en Provence verenigde, was de zoon van Ermengarde, dochter van Lodewijk II van Italië.
Toen na de dood van de Oost-Frankische Karolinger Lodewijk IV het Kind in 911, de andere vier stamhertogdommen een nieuwe koning uit hun eigen gelederen kozen, splitste Lotharingen zich af om zich nu aan te sluiten bij West-Francië. Om zijn koningschap kracht bij te zetten trouwde Koenraad I van Franken met Cunigonde van Zwaben, een kleindochter van Lodewijk de Duitser. De Liudolfingen, de opvolgers van Koenraad, konden een duidelijke band leggen met de Karolingen, via een dochter van Pepijn van Italië, zoon van Karel de Grote.
in de tweede helft van de 10de eeuw begon de band met het Karolingische huis te verwateren. Keizer Otto I de Grote stichtte het Heilig Roomse Rijk. In dezelfde tijd werd Hugo Capet de eerste koning van het Koninkrijk Frankrijk.